# Zivko Edge 540
Predloga:Infobox aircraft
Zivko  Edge 540 je visokosposobno enomotorno propelersko akrobatsko letalo ameriškega podjetja Zivko Aeronautics. Obstaja tudi verzija z dvema sedežema (v tandemu) - Edge 540T. Edge 540 je najbolj širokouporabljano letalo na Red Bull Air Race.
Hitrost nagibanja je 420 stopinj/sekundo.

## Tehnične specifikacije (Edge 540)
Podatki iz Edge Air Races Datasheet
Splošne karakteristike
- Posadka: 1
- Dolžina: 6,27 m (20 ft 7 in)
- Razpon kril: 7,42 m (24 ft 4 in)
- Višina: 2,87 m (9 ft 5 in)
- Površina kril: 9,1 m² (98 ft²)
- Teža praznega letala: 531 kg (1170 lb)
- Naložena teža: 703 kg (1550 lb)
- Maks. vzletna teža: 816 kg (1800 lb)
- Pogon letala: 1 ×  Kompozitni Hartzell, 3-kraki Modificiran Lycoming AEIO-540, 254 kW (340 KM)

 Zmogljivost 
- Maks. hitrost: 230 vozlov (265 mph)
- Hitrost vzpenjanja: 1128 m/min na 425 m (3700 ft/min)
- Razmerje moč/teža: 0,472 KM/kg (0,214 KM/lb)
- Hitrost nagibanja: 420°/sekundo